# Дентляйн
Дентляйн (нім. Dentlein) — громада в Німеччині, розташована в землі Баварія. Підпорядковується адміністративному округу Середня Франконія. Входить до складу району Ансбах. Центр об'єднання громад Дентляйн-ам-Форст.
Площа — 18,03 км2. Населення становить 2311 ос. (станом на 31 грудня 2020).

## Галерея

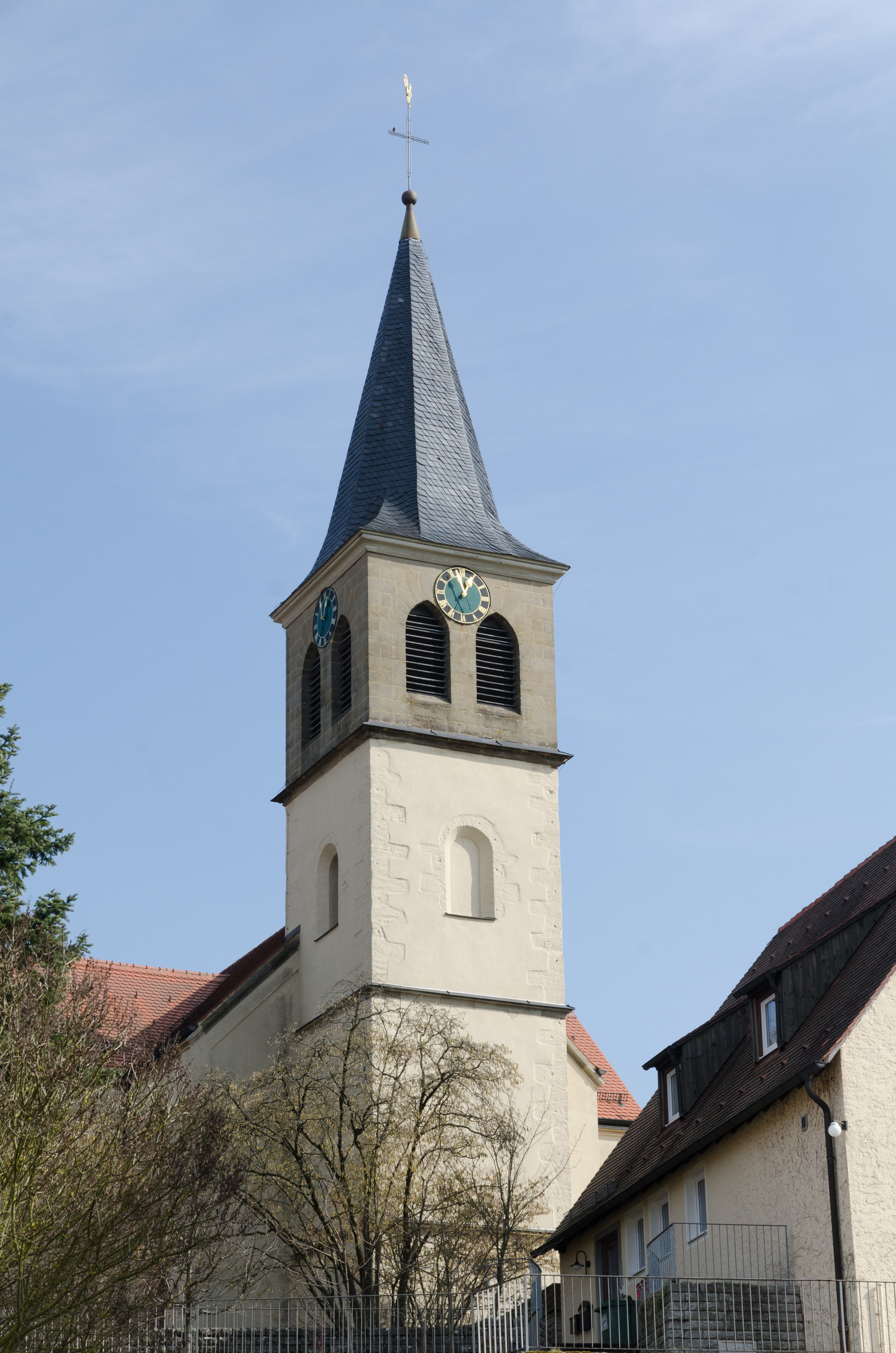